# Soupe de queue de bœuf

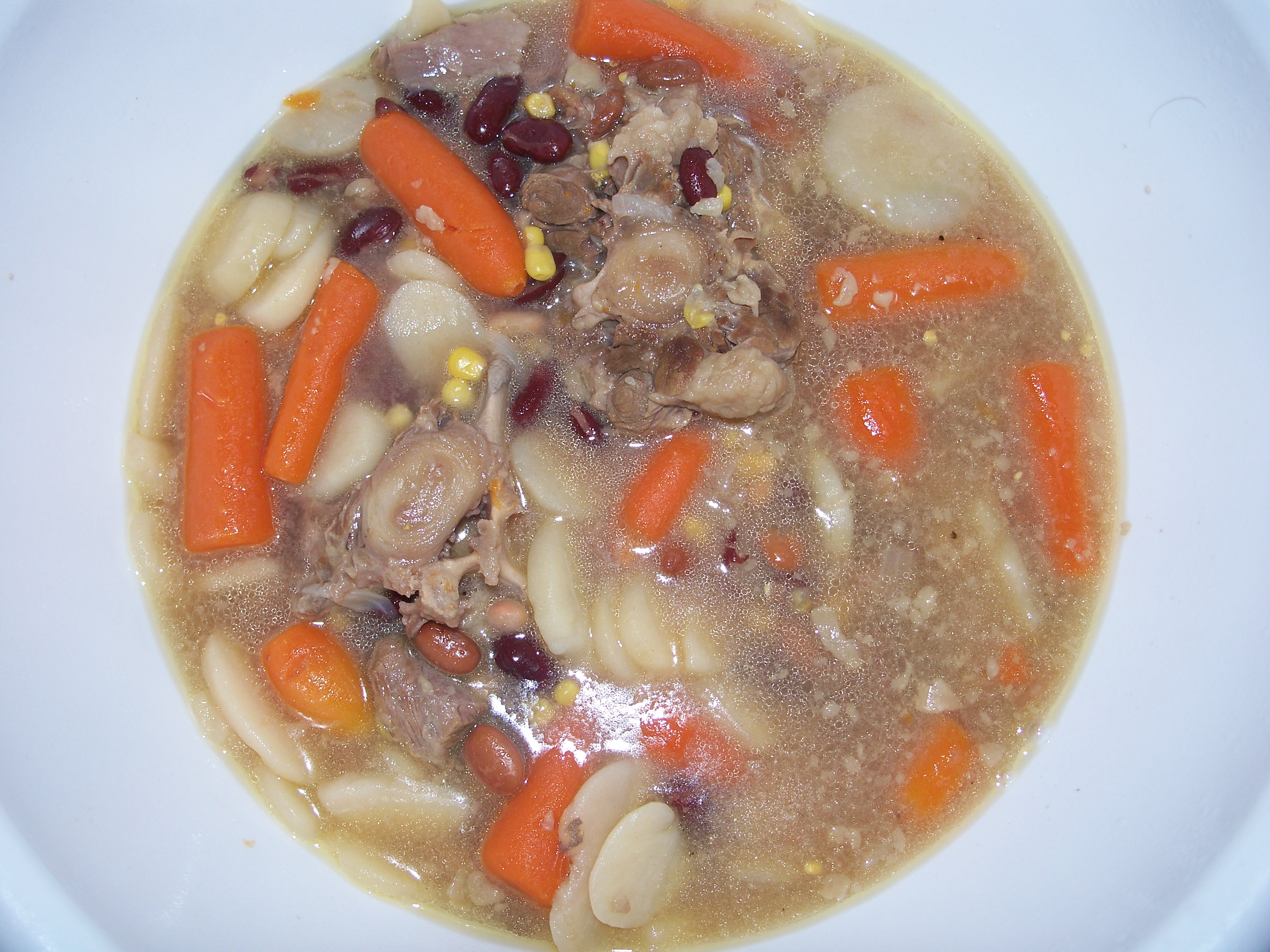
Soupe de queue de bœuf.

La soupe de queue de bœuf est un mets permettant de valoriser la queue des bœufs qui fait partie des abats. Elle aurait été inventée à Spitalfields, à Londres, au XVIIe siècle, par des immigrants français huguenots et des immigrés flamands, à partir de queues d'animaux.
Différentes versions de soupes de queue de bœuf existent : coréenne, chinoise, ou indonésienne : la queue de bœuf est grillée et frite, puis servie en soupe (sop buntut). Il existe une version créole à base de tomate, pommes de terre, haricots verts, maïs, mirepoix, ail, herbes et épices.

## Chine
Bien qu'appelé soupe (牛尾汤, niú wěi tāng), ce plat se situe entre la soupe et le ragoût. Il est composé de morceaux de queue de bœuf, pommes de terre, carottes, chou, tomates et champignons, plongés dans l'eau et cuits à basse température.

## Indonésie
Dans la cuisine indonésienne, la soupe de queue de bœuf (indonésien : sop buntut) est un plat populaire. Il est à base de tranches de queue de bœuf et de légumes dans un bouillon de bœuf clair. Il contient des pommes de terre bouillies, des carottes, des tomates, du céleri et des échalotes frites. La soupe est assaisonnée avec des échalotes, de l'ail et des épices, tels que le poivre noir, noix de muscade, et le clou de girofle. Une nouvelle recette est appelée sop buntut goreng (« soupe de queue de bœuf frite »), où la queue est assaisonnée et frite, puis servie telle quelle, la soupe étant servie à part. Le plat est généralement consommé avec du riz et accompagné avec du sambal, de la sauce soja sucrée et du jus de citron vert.

## Conserve
La soupe de queue de bœuf est une recette populaire de la gamme de soupe de Heinz au Royaume-Uni. Elle existait également en conserve aux États-Unis, alors produite par Campbell Soup Company.